# Antoine Doinel
Antoine Doinel este un personnaj de film fictiv care face obiectul a cinci filme scrise și realizate de François Truffaut, fiind interpretat de fiecare dată de actorul Jean-Pierre Léaud.
Personajul Antoine Doinel apare ca adolescent, apoi crește, descoperă dragostea, se căsătorește și divorțează. Acestea sunt aparițiile pe ecran:
- copil în Cele 400 de lovituri (1959);
- întâlnirea cu dragostea în Antoine și Colette (1962), fragment din filmul Dragostea la 20 de ani;
- dragostea între Antoine și Christine (Claude Jade) în Sărutări furate (1968);
- căsătoria între Antoine și Christine în Domiciliul conjugal (1970);
- escapadele lui  Antoine și divorțul de Christine în Dragoste pe fugă (1979)